# تپه گانلی تپه
تپه گانلی تپه در شهرستان کمیجان، بخش میلاجرد، دهستان میلاجرد، روستای فامرین واقع شده و این اثر در تاریخ ۱۸ اسفند ۱۳۸۷ با شمارهٔ ثبت ۲۵۰۸۰ به‌عنوان یکی از آثار ملی ایران به ثبت رسیده است.